# Resolució 2424 del Consell de Seguretat de les Nacions Unides
La Resolució 2424 del Consell de Seguretat de les Nacions Unides fou adoptada per unanimitat el 29 de juny de 2018. Després de recordar la Resolució 2360 (2017) sobre la República Democràtica del Congo, el Consell va acordar ampliar les sancions econòmiques (embargament d'armes, congelació d'actius i prohibició de viatjar) a persones o entitats designades en virtut de la Resolució 1533 (2004) fins l'1 de juliol de 2019 i el mandat del Grup d'Experts que assisteix al Comitè de Sancions fins l'1 d'agost de 2019.
També va demanar al grup d'experts l'elaboració d'un informe el 30 de desembre de 2018 i que el govern congolès investigui i resolgui l'assassinat de dos membres del Grup d'Experts i quatre congolesos que els acompanyaven.